# Géothermie en France
La géothermie en France est utilisée soit directement pour des usages thermiques (chauffage de locaux, chaleur industrielle, activités balnéaires), soit pour la production d'électricité en Guadeloupe (centrale géothermique de Bouillante) et en Alsace à Soultz-sous-Forêts (Centrale géothermique de Rittershoffen).
En France, la géothermie sur nappe (basse et moyenne énergie) est installée depuis les années 1980, principalement en Île-de-France, et fournit de la chaleur à environ 180 000 équivalents logements. L'Île-de-France compte pour 58 sur 78 des installations de réseaux de chaleur urbains. Par ailleurs, de nombreux équipements collectifs (piscine, gymnase) et scolaires (collège, lycée) sont chauffés grâce à la géothermie sur nappe sur tout le territoire français.
La géothermie profonde haute énergie n'est pas encore mature en France mais tente de se développer depuis l'an 2000, en particulier en Alsace où plusieurs projets voient le jour. Cependant, en 2020, plusieurs séismes induits par des injections d'eau sous pression conduisent à l'arrêt définitif du projet de Vendenheim et détériorent l'acceptabilité de tels projets par la population. La société Fonroche est reconnue avoir enfreint deux fois les règles de l'art lors des opérations. En février 2023 le gouvernement annonce un plan d'action pour développer la géothermie dans le cadre de la transition écologique.

## Histoire

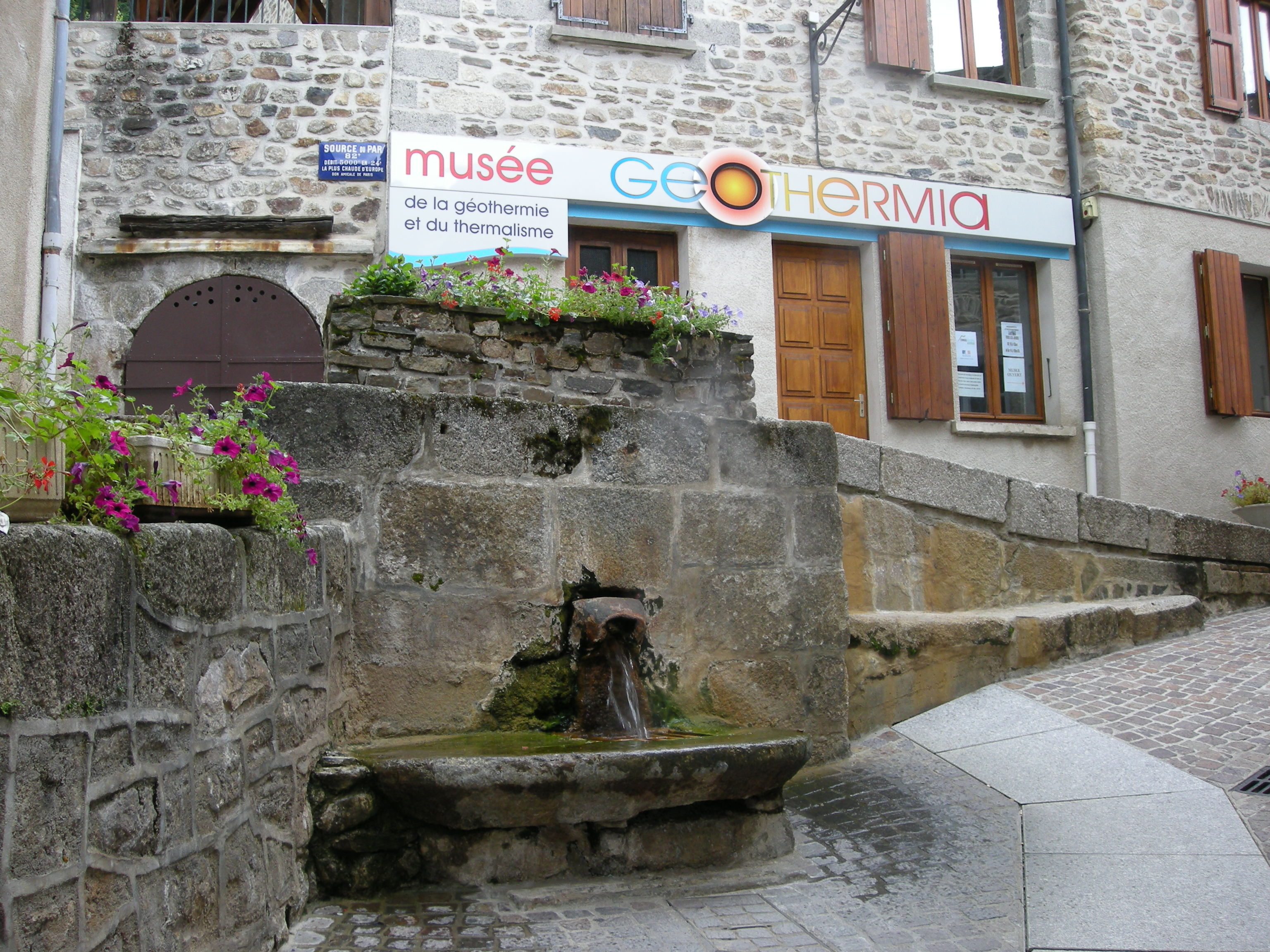
Source chaude naturelle et musée de la géothermie à Chaudes-Aigues.

La géothermie en France existe depuis des siècles. À Chaudes-Aigues un réseau de chauffage collectif par géothermie est mis en place dès 1332 et serait ainsi le premier au monde. Le rez-de-chaussée d'une quarantaine de maisons est chauffé par différentes sources naturelles d'eau chaude. Un système de canalisations partage la chaleur suivant la taille des maisons. Ce chauffage est gratuit pour les habitants le long de ces cours d'eau chaude souterrains ; ils devaient cependant se charger de l'entretien (détartrage) des conduites. Ce système fonctionne jusqu'à la décision du conseil municipal de construire le centre thermal Caleden, inauguré en 2009, nécessitant de requérir l'eau chaude des sources publiques.
Au XXe siècle, depuis les années 1980, la géothermie est soutenue financièrement par l'AFME devenue l'Ademe et dans le domaine technique par le BRGM, qui en 2006 crée en son sein un département spécifiquement consacré à la géothermie, et qui tient à jour avec l'Ademe un site d'information. De nombreux projets de réseaux urbains avec géothermie sur nappe sont mis en œuvre depuis les années 1980 principalement en région parisienne, et des centrales géothermiques grande profondeur voient le jour en Alsace dont le site pilote de Soultz-sous-Forêts dès 1987.
Le conseil régional du Nord-Pas-de-Calais, avec le BRGM et EDF, envisage dans les années 1980 d'utiliser la nappe de la craie qui envahit le bassin minier fracturé par l'exploitation (environ 100 000 km de galeries y ont été creusées) et les affaissements miniers pour une exploitation géothermique, voire pour y stocker des frigories ou des calories d'origine solaire (produites l'été afin de les réutiliser l'hiver),. Cette nappe doit déjà être localement pompée pour éviter qu'elle inonde de vastes zones urbanisées ou cultivées à la suite des affaissements ou de sa remontée naturelle. À ce jour, cette solution n'est pas exploitée, mais elle pourrait susciter un nouvel intérêt dans le cadre du SRCAE (Schéma régional climat air énergie).
En 2008, la géothermie assurait environ 0,1 % de la production d’électricité d’origine renouvelable en France, en plus des besoins de chauffage de milliers de foyers.
Plusieurs zones géographiques sont potentiellement favorables en France pour la géothermie profonde, les bassins tertiaires ou grabens ayant les mêmes spécificités géologiques que le bassin rhénan. En plus de la plaine d'Alsace, on distingue également la plaine de la Limagne et le couloir rhodanien. Leur rentabilité dépend aussi des prix d'accès aux autres sources d'énergie. L'augmentation de la consommation et du coût ainsi qu'une certaine volonté d'émettre moins de gaz à effet de serre la rendent plus attrayante. En 2007, le BRGM et l’Ademe ont créé un département géothermie pour la promouvoir, après s'être associés à différents programmes de recherche et de travaux de service public. Deux de leurs filiales, CFG Services (services et ingénierie spécialisée) et Géothermie Bouillante (qui exploite la centrale géothermique de Bouillante en Guadeloupe), sont impliquées dans la géothermie.

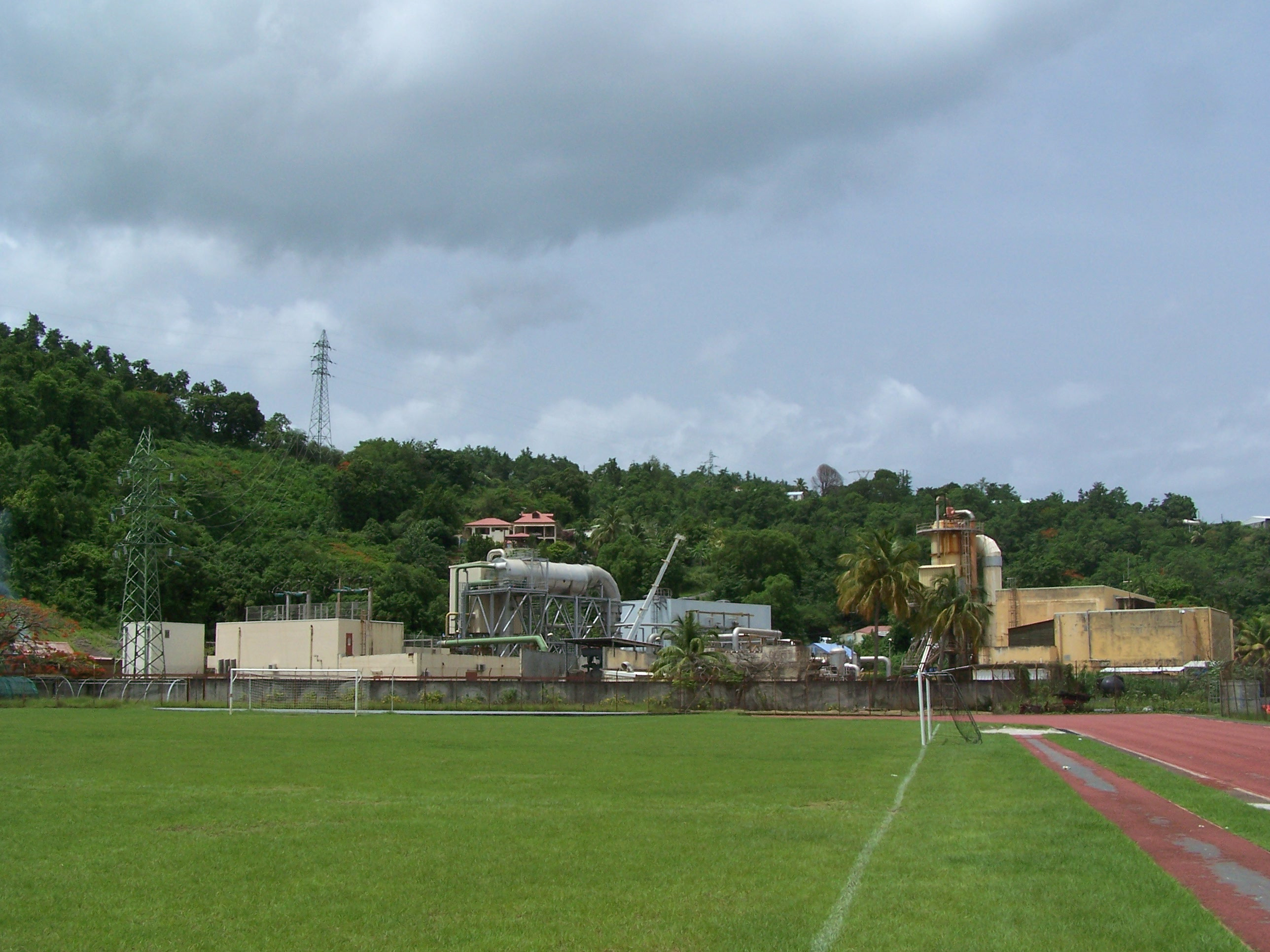
Vue générale de la centrale de Bouillante.

En 2010, dans les suites du Grenelle de l'environnement de 2007 et d'un Plan de développement des énergies renouvelables visant à préparer la transition énergétique, un groupe de 35 experts est regroupé au sein d'un Comité national de la géothermie présidé par Philippe Vesseron (également président d’honneur du BRGM). Il est réuni pour la première fois à Orly en octobre 2010 pour « proposer des actions et des recommandations pour le développement de chacune des formes de la géothermie » (identifiée comme l'une des 18 « filières vertes » à développer), via trois enjeux (formation, diffusion de l'information et simplification administrative). Un des objectifs du Grenelle est d'utiliser la géothermie pour contribuer à produire 1,3 million de tep/an et participer à une réduction globale de 20 millions de tep/an à horizon 2020 (avec à cette même échéance 20 % de la production électrique des DOM d'origine géothermique). Six cent mille logements pourraient être équipés de 2010 à 2020.
En 2015, après un an de consultation des fédérations professionnelles et acteurs du financement, la Ministre de l'environnement présente un projet d'arrêté ministériel d'application de la loi sur la transition énergétique définissant les niveaux de soutien à l'électricité renouvelable produite par géothermie, visant à dynamiser le développement de la filière afin qu'elle puisse contribuer à l'objectif de 32 % de renouvelables pour la consommation finale d’énergie en 2030, projet qui est soumis au Conseil supérieur de l'énergie et à la CRE (Commission de régulation de l'énergie) et notifié à la Commission européenne.
En 2020, la géothermie de surface (généralement assistée par pompe à chaleur géothermique), fournit 4,77 TWh d'énergie renouvelable. Elle représente 0,7 % de la consommation finale de chaleur. Les 77 opérations de géothermie profonde (dont plus 50 en Île-de-France) produisent 2,5 TWh d'énergie renouvelable.

## Géothermie profonde à haute température

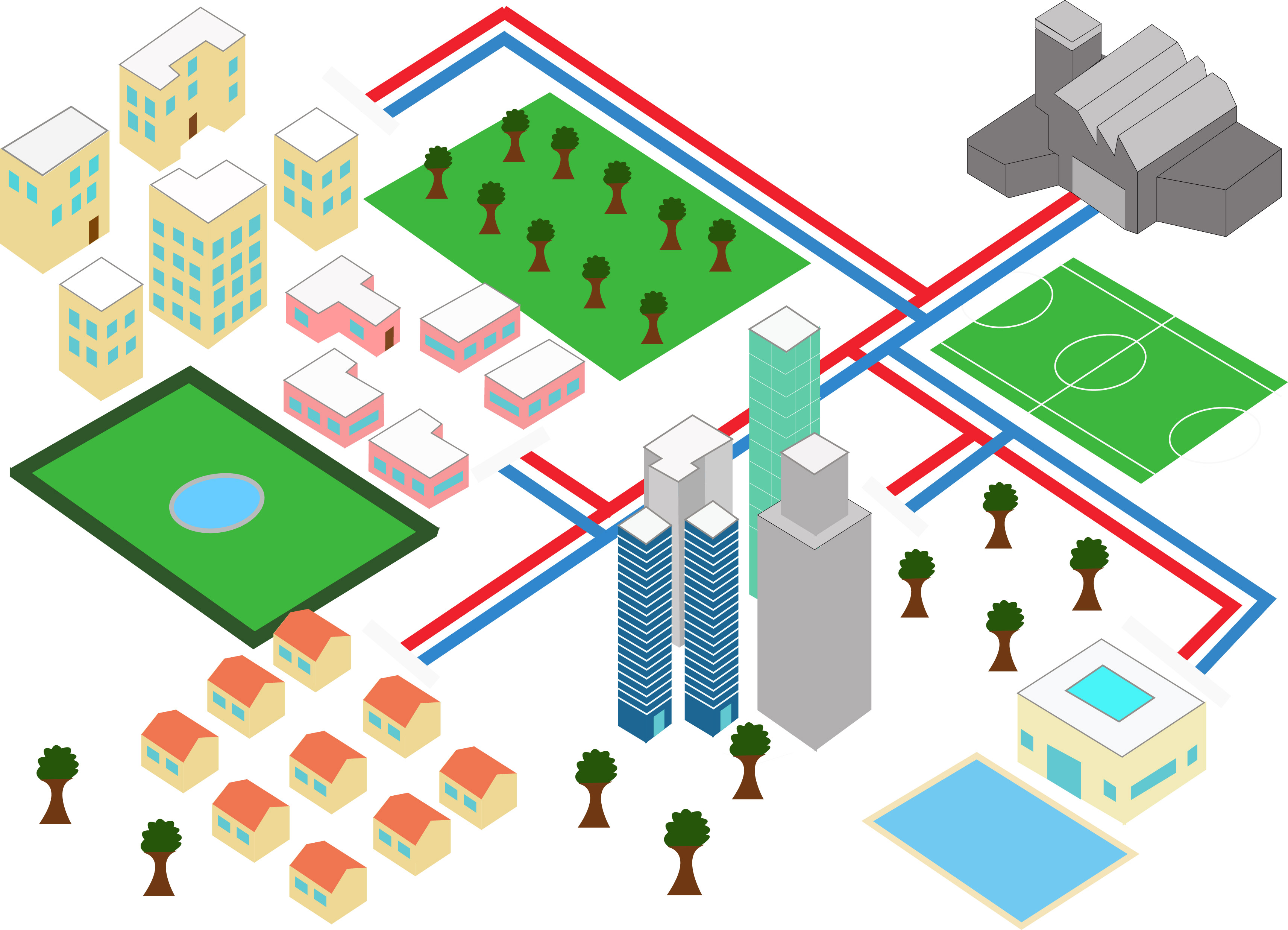
Schéma d'un réseau de chaleur urbain.

La France serait au 14e rang de l'Union européenne pour cette ressource, réputée la plus intéressante en termes de coûts/bénéfices en Aquitaine et en Île-de-France (la géothermie profonde est déjà la 1re source d'énergie renouvelable d'Île-de-France). On y trouve un réseau de chaleur qui a été le plus grand réseau de chauffage géothermique d'Europe, à Chevilly-Larue. Là, une eau pompée à 2 km de profondeur et à 74 °C, chauffe, depuis 1985, 21 000 logements (chauffage et eau chaude sanitaire) ainsi que des équipements publics : bassins et douches d'une piscine. Cela permet le remplacement d'une centaine de grosses chaufferies et environ 30 % d'économies. Chaque année, ce sont 30 000 t de CO2 non émises et 10 000 t de pétrole d'économisées. À Maison-Alfort depuis 20 ans, l'habitat et une piscine bénéficient de calories prélevées à 1 800 m sous terre (dans une eau de mer fossile à 73 °C).
À la suite des premiers chocs pétroliers, les forages se sont multipliés en région parisienne dans les années 1980 avec 800 000 logements chauffés par ce moyen envisagés à l'époque. Mais le prix du pétrole a ensuite diminué, et il a fallu gérer des problèmes de corrosion ou de colmatage, ce qui explique une stabilisation. Cent cinquante mille logements de franciliens l'utilisent encore. Le double serait possible dans cette région. Des améliorations techniques y sont apportés au début du XXIe siècle, notamment via l'usage de technologies de l'industrie pétrolière, par exemple à la Centrale géothermique de Cachan.
Plus à l'est, à Soultz-sous-Forêts en Alsace, un projet, présenté comme « le plus avancé au monde » vise depuis 1987, via 20 km de forage et une boucle d’eau géothermale de 11 km de long à exploiter 35 litres d’eau par seconde à 175 °C, circulant jusqu'à 5 000 m de profondeur dans un granit fracturé, via un groupement européen d'intérêt économique (GEIE), dans le cadre d'un projet européen associant le bureau de recherches géologiques et minières et d'autres acteurs autour de trois forages de 5 000 m de profondeur et une « centrale pilote de production d'électricité » mise en route comme prévu en 2008.
Plus de 22 ans de recherche et 80 millions d'euros (30 millions venant de l'Union européenne, 25 de l'Allemagne et 25 de France) ont permis de produire les premiers kilowattheures à l'été 2008 via une « centrale de conversion d’énergie géothermique/électrique de type ORC (Organic Rankine Cycle) » fonctionnant avec un fluide organique (isobutane) pour son cycle thermodynamique. La capacité de la centrale est de 13 MW de chaleur extraits, soit 2,1 MW de production électrique brute, dont 0,6 MW utilisés en autoconsommation pour faire fonctionner les installations et 1,5 MW de production nette. La productivité du puits doit peu à peu augmenter, au fur et à mesure que le sous-sol se réchauffera autour de la colonne montante qui n'est pas isolée thermiquement (ce qui fait que 30 K sont perdus entre le fond et la surface par le fluide caloporteur). Selon l'opérateur, début 2013 « le puits GPK2 remonte 30 l/s à 170 °C. Le puits GPK4 est à 12 l/s à 145 °C ». Potentiellement le débit peut atteindre 80 m3/h (environ 22 l/s), mais un débit plus lent permet à l'eau de mieux se réchauffer.
Le projet a notamment montré qu'il existe un risque sismique lié aux forages profonds et à l'injection d'eau à très grande profondeur via la technique HDR (Hot Dry Rock) ; 200 000 m3 d’eau ont dû être injectés pour « nettoyer » les fractures entre les roches et les opérations ont généré environ cinquante mille petits séismes et une grosse dizaine perceptibles par l'homme (d'une magnitude supérieure à deux sur l'échelle de Richter).
Ce forage a permis de valider plusieurs techniques nouvelles d'exploitation de la chaleur (utilisation des failles existantes dans le socle granitique, de l'eau souterraine, etc.) et le développement d'un nouveau concept appelé EGS pour « Enhanced Geothermal System ». Cette expérience s'est appuyée sur quinze laboratoires de recherche et sur le tissu industriel local avec deux principaux employeurs, Gunther Tools/Walter et CEFA, et un réseau d'une centaine de PME et artisans.
Le projet ECOGI (Exploitation de la Chaleur d'Origine Géothermale pour l'Industrie dit Roquette-Frères) et porté par le Groupe ÉS (40 % d'ECOGI), Roquette Frères (40 %) et la Caisse des Dépôts (20 %), vise à ouvrir en 2015 à Rittershoffen un réseau de chaleur interne (24 MW utiles pour 90 MW de puissance énergétique nécessaire) alimenté par un double forage à 2 500 mètres de profondeur relié à l'usine Roquette Frères de Beinheim via 15 km de tuyaux. Cela évitera à l'usine d'acheter 16 000 tep/an de combustible fossile et diminuera de 39 000 t/an ses émissions de CO2. Ce projet est soutenu par l'ADEME via le Fonds Chaleur à hauteur de 25 millions € sur un investissement total de 55 millions € et sera mis en service en avril 2016, complétant la chaudière biomasse qui couvre déjà 45 % des besoins en énergie du complexe. Électricité de Strasbourg espère alimenter d'autres clients avec la chaleur résiduelle à 70 °C en sortie du site Roquette, en particulier la plate-forme industrielle de Hatten et le réseau de chaleur de Betschdorf. ÉS a obtenu les autorisations pour lancer un forage exploratoire à Illkirch pour produire de l'électricité et alimenter plusieurs réseaux de chaleur dans les nouveaux écoquartiers et dans tout le périmètre du Parc d'innovation de cette commune de l'Eurométropole. D'autres projets sont en cours de négociation avec des communautés de communes, à Wissembourg et à Lauterbourg, mais aussi dans le Haut-Rhin, sur la plate-forme chimique de Chalampé.
Au premier semestre de l'année 2013, la ministre de l’Écologie Delphine Batho démontre sa volonté d'encourager le secteur de la géothermie haute température. Les entreprises concernées peuvent ainsi déposer des demandes d'autorisation auprès du ministère pour que leurs ingénieurs et techniciens entreprennent des travaux pour mesurer le potentiel des sols concernés. La ministre annonce le 28 février 2013 la signature de deux permis exclusifs de recherche de gîtes géothermiques, parmi lesquels un permis accordé à la filiale Géothermie de la société Fonroche Énergie pour l'exploration d'une zone de 1 000 km2 entre Pau et Tarbes, dans les départements des Pyrénées Atlantiques et des Hautes-Pyrénées. Rapidement, la ministre annonce que dix-huit autres demandes sont en cours d'examen (six soumises à la consultation du public), dont une autre demande de Fonroche Géothermie en Camargue, concernant un espace se situant sur les Bouches-du-Rhône et le Gard, en partie sur le parc naturel régional. Fonroche Énergie soumet de nouveau, en mai 2013, deux demandes au ministère de l'Écologie, la première pour le site dit « de Cézallier », la seconde pour la zone « de Brie ».
Le ministère chargé de l'Environnement (MEDDE) a mis en place fin mars 2015 un fonds de garantie dénommé GEODEEP (cinquante millions d’euros) visant à encourager le développement de la géothermie (alors qu'un projet de loi sur la transition énergétique prévoyait de porter à 32 % la part des énergies renouvelables dans notre consommation d’énergie à l’horizon 2030, visant à soutenir « une dizaine de centrales de géothermie profonde », loi dite Loi relative à la transition énergétique pour la croissance verte, votée en juillet 2015.
C'est en Alsace que se développent les premières centrales géothermiques profondes de France métropolitaine. Le forage de deux puits de 4 000 à 5 000 mètres de profondeur commence en juin 2017 à Vendenheim sur le site d'une ancienne raffinerie. Ceux-ci alimenteront une centrale géothermique de cogénération fournissant 6 MW d'électricité et 40 MWth pour le réseau de chaleur local. Le constructeur Fonroche Géothermie a également des projets à Eckbolsheim et à Hurtigheim, tandis qu'ES Géothermie, filiale d'Électricité de Strasbourg, commence fin 2017 un forage à Illkirch-Graffenstaden. Deux autres centrales sont également en projet à Lauterbourg et Wissembourg.
En mai 2018, Fonroche Énergie annonce que son premier puits de Vendenheim a permis d'atteindre de l'eau à 200 °C à une profondeur de 4 600 mètres avec un débit de 300 m3/h. Le forage du deuxième puits permet de mettre en service fin 2019 une centrale de cogénération produisant 8 MW d'électricité et 40 MW thermiques pour l'alimentation en chaleur du futur EcoParc rhénan voisin et des entreprises qui vont s'y installer ainsi que de serres agricoles.
Pour les années 2020, les principaux projets de centrale géothermique « haute énergie » sont :
- un projet de production de vapeur et d'eau chaude en Alsace, porté par le consortium ECOGI ; puissance estimée : 20-25 MW thermiques ;
- en Alsace : « Hatten-Rittershoffen » (projet Roquette) porté par Roquette Frères, Électricité de Strasbourg et la Caisse des dépôts et consignations ; « Lauterbourg » porté par Électricité de Strasbourg et Géopétrol ; « Wissembourg » porté par Électricité de Strasbourg.
- dans le Massif Central : « Limagne-Allier » conduit par Géopétrol[35] ; « Chaudes-Aigues-Coren » sur le permis appartenant à Électerre de France[36], une centrale de cogénération à Saint-Pierre-Roche sur le permis de « La Sioule »[37], projet nommé GeoPulse et porté par TLS Geothermics et Storengy[38].
- en Aquitaine : le site de Lons dans le permis « Pau-Tarbes » porté par Fonroche Géothermie pour être connecté au réseau de chaleur urbain de l'agglomération de Pau[39], abandonné en 2022 et remplacé par des centrales à biomasse[40],[41].

### Épisodes sismiques sur le site GEOVEN de Reichstett-Vendenheim

Logo GEOVEN

Le site de Reichstett-Vendenheim (Projet GEOVEN) est à l'origine de plusieurs séismes et l'injection dans les puits est suspendue début décembre 2019. De nouveaux séismes ont lieu fin octobre 2020, début novembre 2020 et début décembre 2020.
Le 4 décembre 2020 à 6h59, après un séisme de magnitude 3,59, suivi à 11h 10 d’une nouvelle secousse de 2,7, l’entreprise Fonroche reconnaît sa responsabilité et annonce l'arrêt des activités de la centrale de géothermie profonde de Reichstett-Vendenheim. Ce 11e séisme en cinq semaines est attribué comme les autres à « des tests réalisés en automne ».
Le 7 décembre 2020, la préfète du Bas-Rhin remarque que « ce projet, implanté dans une zone urbanisée, n’offre plus les garanties de sécurité indispensables » et confirme par arrêté sa « décision d’arrêt définitif des travaux sur le site de Vendenheim dans le cadre d’un protocole sécurisé pour éviter au maximum tout nouveau mouvement sismique ».

### Installations géothermiques électrogènes
En 2020, la France comptait deux installations géothermiques pour la production d'électricité : à Bouillante, en Guadeloupe, et à Soultz-sous-Forêts, en Alsace.
La centrale de Bouillante, non loin du volcan guadeloupéen de la Soufrière, a été mise en service en 1984. De premiers forages réalisés dans les années 1960 avaient révélé la présence de températures d'environ 250 °C. Un premier forage d’une profondeur de 300 mètres sur la base duquel l’installation d’une centrale de 5 MW a été décidée. Très proches de ce site, trois nouveaux puits de production plus profonds (1 km en moyenne) ont été mis en service en 2001 et une centrale, construite en 2003 (Bouillante 2), a permis de mettre en production, à fin 2004, 11 MW supplémentaires. En 2020, la centrale produisait une puissance de 15,5 MWe et de 110 GWh, ce qui couvrait environ 6 % des besoins annuels en électricité de l'île.
À Soultz-sous-Forêts, quatre puits de 3,5 et 5 km ont été forés dans des granites fracturés, captant une ressource à 200 °C, cette unité restant « un pilote scientifique […] loin de la rentabilité économique », selon le BRGM.

### Géothermie profonde pour la production de chaleur
En France, deux bassins sédimentaires, le Bassin Parisien et le Bassin Aquitain, comportent des aquifères profonds avérés, selon le Bureau de recherches géologiques et minières (BRGM),. En Île-de-France, il s'agit du Dogger, l’un des cinq aquifères du Bassin parisien, situé à 1 800 mètres de profondeur. Ces aquifères permettent ainsi le développement d'installations de géothermie profonde à basse énergie pour la production de chaleur et la mise en place de réseaux de chauffage urbain. Les installations de pompes à chaleur sur nappe continuent à se développer en région parisienne car elles correspondent à des techniques de chauffage et de refroidissement particulièrement bien adaptées aux secteurs tertiaire et résidentiel.
L'Île-de-France était en 2020 la région présentant la plus grande densité d'opérations de géothermie profonde au monde. La part de la géothermie dans la production de chaleur y était alors de 64% (plus de 3 TWh/an, soit l'équivalent de plus de 200 000 logements en 100% énergie renouvelable),.
Le premier forage réalisé dans le Dogger a lieu à Melun en 1969.
La France métropolitaine était en 2008, le troisième pays européen utilisateur de géothermie à fins d’usages directs. Grâce aux efforts de l'AFME (devenue l'Ademe) et du BRGM notamment, la commune de Fresnes exploite la géothermie depuis 1985 pour son chauffage urbain ; c'est aussi le cas de la commune du Blanc-Mesnil en Seine-Saint-Denis. Cinquante mille équivalents logements sont ainsi chauffés en région parisienne.
Selon le ministère de l’Écologie (citant EurObserv’ER), la France disposait fin 2008 d'une capacité thermique en géothermie de 1 678 MW thermiques et d'une capacité électrique de 16,5 MWe, soit le second parc géothermique installé en Europe (derrière la Suède, avec 13 700 emplois directs dans le domaine des pompes à chaleur et de la géothermie, dont 40 % pour la fabrication, 50 % dans la distribution/installation et 10 % dans la conduite ou maintenance, soit 20 % du marché européen des pompes à chaleur. Le nombre d'installations y a augmenté de 170 % de 2002 à 2008 (passant de 8 000 installations/an à près de 22 000), avant d'être freiné par la crise de 2008. L'efficience énergétique de la géothermie pourrait encore être améliorée par des progrès au niveau des échangeurs thermiques souterrains (par exemple plus compacts et plus efficaces, résistants à l'entartrage, etc.) pour lesquels le CPER a financé en 2007 en Région Centre une plate-forme expérimentale sur les pompes à chaleur et échangeurs géothermiques inaugurée fin 2008. Cette plate-forme travaillera aussi à la certification et jouera un rôle de démonstrateur et d'appui à la recherche, tout en évaluant in situ « l’impact physique, chimique et biologique sur le sous-sol de son exploitation thermique » et de celui des nappes.
La géothermie connaît un vif regain d’intérêt en 2015. Plusieurs opérations de forage ont lieu, après trente années plutôt calmes dans la région : à Arcueil et Ivry, dans le Val-de-Marne, à Bagneux, dans les Hauts-de-Seine, à Grigny, dans l’Essonne, et à Rosny-sous-Bois en Seine-Saint-Denis. Le projet des trois communes de Rosny-sous-Bois, Noisy-le-Sec et Montreuil, baptisé YGéo, est piloté par le Sipperec (Syndicat intercommunal de la périphérie de Paris pour l'électricité et les réseaux de communication) ; il prévoit de construire une centrale de production géothermique de 10 MW et de créer ex nihilo le nouveau réseau distribuant cette chaleur renouvelable à 10 000 équivalents logements ; la construction des infrastructures a été confiée à Cofely, filiale d’Engie (ex-GDF-Suez), qui gère déjà dix réseaux géothermiques en Île-de-France et exploitera également celui-ci pendant trente ans. L’eau chaude et salée du Dogger, remontée aux alentours de 60 °C, fournira plus de 50 % de son énergie, permettant aux usagers de bénéficier d’une TVA à taux réduit de 5,5 %. En hiver, la centrale géothermique sera suppléée par dix chaudières d’appoint au gaz ainsi que des pompes à chaleur. Le réseau Argéo d'Arcueil et Gentilly fonctionne depuis octobre 2015 ; c'est la première création ex nihilo d’une centrale géothermique et d’un réseau associé depuis plus de 30 ans en Île-de-France. La centrale géothermique de 16 MW puise de l’eau à 64 °C dans le Dogger, à 1 600 mètres de profondeur ; après extraction, elle est réinjectée à 38 °C. Le débit d’exploitation du doublet géothermique peut atteindre 320 m3/h. La centrale est couplée à une pompe à chaleur de 12 MW qui augmente la température de l’eau avant qu'elle soit envoyée sur le réseau de chaleur de 13 km, commun aux deux villes, pour alimenter en chauffage et en eau chaude sanitaire l’équivalent de 10 000 logements. Cette installation est complétée par six chaufferies gaz, de 15 MW au total, décentralisées sur les nœuds du réseau, et une chaufferie gaz de 18 MW d’appoint. Au total, 65 % des besoins en énergie du réseau sont couverts par la géothermie. Argéo fournit 93 000 MWh/an initialement et devrait atteindre 100 000 MWh/an distribués en 2017, lorsque tous les raccordements seront finalisés.
Le potentiel du gisement du Dogger évalué par le schéma régional du climat, de l'air et de l'énergie (SRCAE) permettrait de couvrir 12 % des consommations d'énergie en Ile-de-France, soit un million d'équivalents logements. Selon le Bureau de recherches géologiques et minières (BRGM) ; le potentiel géothermique des 131 communes de la Métropole du Grand Paris pourrait, en théorie, couvrir plus de la moitié de ses besoins en chauffage, eau chaude sanitaire et climatisation, estimés à 50,94 TWh par an.

## Géothermie très basse énergie
La géothermie « très basse énergie » développe une puissance thermique ne dépassant pas 500 kW, avec des calories captées à faibles profondeurs (à moins de 200 m) et des températures généralement comprises entre 10 et 30 °C, c'est-à-dire des calories ne provenant pas ou peu des profondeurs terrestres, mais plutôt du soleil et du ruissellement de l'eau de pluie, le sol du terrain jouant le rôle de source chaude du fait de son inertie et de sa mauvaise conductivité thermique.

### Réglementation
La réglementation est cadrée par le règlement d'urbanisme, le code Minier et/ou le code de l'environnement et tend à évoluer dans le cadre de la Transition énergétique.
Elle a récemment évolué avec la réforme du code minier et la démarche de simplification administrative (le 8 janvier 2015). Sa définition juridique est « les forages entre 0 et 200 mètres et les puissances thermiques allant jusqu'à 500 kW côté sous-sol ». En outre, une certification Qualit'EnR RGE Géothermie a été mise en place, associée à une « qualification des bureaux d'études sous-sol et surface pour les études de géothermie ». L'État a publié une cartographie nationale dont la précision n'est que de 500 × 500 mètres, mais les départements pourront demander un relevé plus précis, en carrés de 250 x 250 mètres, voire en 100 x 100 mètres et selon trois profondeurs (10-50 m, 10-100 m ou 10-200 m). En améliorant cette précision certaines zones pourraient changer de statut (Cf. codes couleur présentés ci-dessous).
Cette carte définit 3 types zones :
1. zone verte (à régime de simple télédéclaration[59])[58] ;
2. zones orange (là, un avis d'expert est demandé, ainsi qu'un rapport identifiant les aléas géologiques, hydrogéologiques ou environnementaux retenus (inondation, pollution, dissolution de gypse, etc.)[58] ;
3. zones rouge (où une autorisation est obligatoire)[58].

Les modes de calcul basés sur l'énergie primaire sont dans ce cas légèrement défavorable à la géothermie quand elle utilise aussi de l'électricité (pour les PAC), mais quand il s'agit de « géo-cooling » les performances énergétiques sont importantes, et la source gratuite (ce que la RT 2012 ne valorise néanmoins pas particulièrement).
L'arrêté du 25 juin 2015 relatif aux prescriptions générales applicables aux activités géothermiques de minime importance n'autorise plus, implicitement, les sondes verticales à détente directe (paragraphe 4.1.6).

### Coûts selon les techniques employées
Une étude publiée en juillet 2014 par l'Association française des professionnels de la géothermie (AFPG) évalue le temps de retour sur investissement en France pour les trois principales techniques :
- géothermie sur capteurs horizontaux (environ 25 % du marché géothermique pour les particuliers), qui nécessite une emprise au sol importante, de l'ordre de 2 à 2,5 fois la surface à chauffer ;
- géothermie sur sondes verticales, marché réparti entre particuliers et collectif, privilégié lorsque la surface au sol disponible est restreinte, notamment en milieu urbain ;
- géothermie sur aquifère, surtout utilisée dans le collectif et le tertiaire.

Les résultats font ressortir des temps de retour dissuasifs dans la plupart des cas lorsqu'on ne prend pas en compte les aides fiscales (crédit d'impôt pour le développement durable) et subventions du Fonds chaleur de l'ADEME ; ces aides et subventions abaissent les temps de retour de façon significative, rendant l'investissement attractif dans le cas des capteurs horizontaux pour les particuliers (8 ans), pour les sondes verticales dans le collectif (9 ans) et pour les doublets sur aquifère dans le tertiaire (9 ans, ramenés à 7 ans avec utilisation du rafraîchissement direct ou géocooling).
Ces résultats fondés sur le calcul des économies de gaz naturel sont fortement améliorés lorsque la géothermie se trouve en concurrence avec le propane (zones non desservies en gaz naturel) : le temps de retour pour les particuliers tombe à 4 ans, et même deux ans avec aides ; si l'on introduit une hypothèse de progression rapide des coûts du gaz (+5 % par an), les temps de retour sont abaissés de 1 à 3 ans selon les cas.

## Séismes et géothermie
L'injection d'eau sous pression peut déclencher des micro-séismes de magnitude pouvant aller jusqu'à un maximum de 3,59 (voir plus haut, le 4 décembre 2020, la centrale de géothermie profonde de Reichstett-Vendenheim; voir aussi Soultz-sous-Forêts),.
Le phénomène de sismicité induite, bien que connu, n’est pas encore complètement compris physiquement par les scientifiques. Grâce aux études en cours et aux données accumulées par les capteurs, les spécialistes espèrent pouvoir « trouver des voies pour réduire l’impact micro-sismique des projets géothermiques et ainsi gagner une meilleure acceptation de ces projets par les populations ».
L'activité micro-sismique est produite dès la montée en pression du fluide de fracturation. Elle varie fortement selon les changements de conditions hydrauliques. Elle s'atténue à l'arrêt des injections, mais se prolonge encore quelques jours après la stimulation par fracturation (« activité rémanente »). Ces « micro-séismes » sont souvent des très basse énergie, et donc non perceptibles en surface par l'Homme (ils sont peut-être ressentis par des animaux plus sensibles, invertébrés y compris). En effet, l'énergie de ces ondes sismiques s'affaiblit d'autant plus que le forage est profond ou éloigné. Leur magnitude varie de -2 (seuil de détection) à 1,8 (seuil de perceptibilité par l'Homme en surface). À proximité de failles importantes, certains séismes de plus forte magnitude (> 1,8) sont néanmoins occasionnellement ressentis en surface. En condition d'exploitation de géothermie profonde, l'activité sismique induite est normalement trop faible pour pouvoir être ressentie par l'Homme en surface.

## Politiques publiques

### Années 1970 et 1980
Les projets se sont principalement développés dans les communes franciliennes ayant des majorités communistes, motivés par le développement de réseaux de chaleur à faible coût à destination des habitants de logements sociaux, dans le contexte du Choc pétrolier de 1973. La priorité est donnée au nucléaire, la société Géochaleur créée par la Délégation aux énergies nouvelles du Ministère de l’Industrie en 1978 et de l’UNHLM pour assister les maîtres d’ouvrage en géothermie. Elle a finalement rapidement disparue faute de soutien budgétaire et politique, mais également en raison de problèmes de corrosions dus à des micro-organismes. Ce problème a été à l'origine de la création du l’IMRG (Institut Mixte de Recherche sur la géothermie), organisme regroupant les compétences du BRGM et de l'AFME pour résoudre ce problème. 

### Années 2000 et 2010
Néanmoins pour augmenter leur part d’énergie renouvelable dans leur bouquet énergétique, de grandes collectivités se ré-intéressent à la géothermie, dont l'Île-de-France qui avec l'ADEME a ouvert en 2009 un nouveau forage (dans la nappe du Dogger (57 °C), à un point situé au nord-est de Paris, près de la porte d’Aubervilliers), qui doit chauffer plus d’un million de mètres carrés de logements, bureaux et commerces. Cinquante quatre forages avaient déjà été réalisés dans les années 1980, dont 34 étaient encore actifs en 2009. D'autres devraient être creusés à 1 800 mètres. La CPCU et l’Agence nationale de la recherche travaillent à un projet Géostocal de stockage de l’excédent énergétique estival pour « recharger » la nappe et en faire une réserve de calories pour l'hiver, avec un rendement espéré de 80 %.
En 2011, l'Ademe, le BRGM, certains conseils régionaux et d'autres acteurs ont mis en ligne un portail avec accès à plusieurs atlas régionaux disponibles, comme outil d'aide et décision pour les élus, citoyens et industriels, maître d'ouvrage ou bureau d'étude, avec des informations sur les aides possibles, les acteurs locaux, des documents thématiques et d'actualité sur la géothermie ; le site offre aussi un Service d'information du gouvernement (SIG) sur le potentiel géothermique des aquifères superficiels, et un Guide technique d'aide à la décision.
Selon une évaluation (2012) faite par l'association française des professionnels de la géothermie (AFPG), la France pourrait atteindre 1,3 million de tonnes équivalent pétroles substitués en 2020, à condition de multiplier par trois les réseaux de chaleur géothermique et avec un recours plus significatif à la géothermie de très basse température assistée par pompes à chaleur (PAC). Et 17 à 80 MW d'électricité pourrait être d'origine géothermique à condition d'exploiter des gisements profonds avec des systèmes plus efficients (de type EGS ; Enhanced Geothermal System) en métropole et en outre-mer. Cela conduit à une série de projets de production d'électricité d'origine géothermale dans les années 2010.
La France, avec 4 150 GWh/an selon l'AFPG, surtout en Bretagne, Île-de-France et Alsace, était en 2010 au 5e rang européen des producteurs de chaleur géothermique, et dispose d'un bon potentiel non utilisé selon les professionnels. La géothermie assistée par pompes à chaleur serait en augmentation de 7 % par an, encouragée par les investissements pour l'habitat collectif (+10,5 %) qui comble le recul de l'investissement en maisons individuelles (-15 %). Ainsi, « avec 440 000 tonnes équivalent pétrole substituées par an (440 ktep) pour l'année 2011, la géothermie assure 3,4 % de la production française de chaleur d'origine renouvelable » selon l'AFPG. L’obligation d’économie d’énergie qui accompagne la souplesse des échanges de certificats pourrait redonner un intérêt à la Géothermie, considérée comme déjà rentable par la Commission Énergie, présidée par Jean Syrota dans ce pays.

### Plan d'action 2023
Le 2 février 2023, Agnès Pannier-Runacher, ministre de la Transition énergétique, annonce le lancement d'un plan d'action pour le développement de la géothermie en France. Le gouvernement part du constat qu'en France 50% de la consommation énergétique se fait pour la production de chaleur et que la géothermie ne représente que 1% de cette consommation. Les trois grands types de géothermie sont concernés : basse température pour les particuliers, moyenne température pour les collectivités territoriales, haute température pour des projets de centrale portés par le privé.
Un des objectifs du plan est de doubler le nombre d'installation de pompes à chaleur (PAC) géothermiques à l'horizon 2025. Les installations de PAC géothermiques connaissent un pic à plus de 8000 par an entre 2012 et 2013, puis décroissent jusqu'à 3000 par an en 2021-2022. Le plan d'action 2023 annonce l'augmentation des aides aux particuliers : alors que jusque-là les foyers qui délaissent leur chaudière au fioul ou au gaz au profit d'une pompe à chaleur pouvaient obtenir jusqu'à 4 000 € d'aides, selon leurs revenus, ce soutien est porté à 5 000 € pour tous les ménages, sans conditions de revenus ; de plus, cette aide est cumulable avec d'autres dispositifs, comme MaPrimeRénov, si bien que les foyers les plus modestes peuvent voir leurs frais couverts à hauteur de 90 %.
Concernant la géothermie profonde l'objectif est d'augmenter de 40% le parc existant à l'horizon 2030, ce qui correspond à 30 nouveaux projets. Le plan incite à la relance des études géologiques et géophysiques du sous-sol pour la connaissance et la cartographie des ressources géothermiques, en s'appuyant notamment sur le BRGM. Un autre volet prévoit une refonte du Fonds de garantie géothermie pour les aquifères profonds et une meilleure sécurisation financière des projets, afin d'attirer d'avantage les investisseurs privés. L'annonce du gouvernement liste les bassins hydrogéologiques favorables au développement de la géothermie profonde en France métropolitaine : bassin aquitain, bassin parisien, Hainaut, fossé rhénan, Limagne, fossé bressan, couloir rhodanien, bassin du Sud-Est.
Le plan prévoit également des actions transverses, profitables tant à la géothermie de surface qu'à la géothermie profonde, telles que la simplification de la réglementation, la sensibilisation des élus et décideurs, ou l'aide (via l'ADEME) à l'installation de la géothermie pour les cultures sous serre.
En mars 2024, la région Ile-de-France, l'ADEME et le BRGM lancent une campagne d'exploration sans précédent depuis les années 1970-1980 dans l'ouest de la région. L'Ile-de-France regroupe 68 % des installations géothermiques en France et 82 % de la production (54 réseaux de chaleur alimentant 314112 logements, dont 143943 logements dans le Val-de-Marne). Elle souhaite doubler à terme la production de cette énergie.